# Torneo Competencia
Le Torneo Competencia en français : « tournoi d'attribution » est un ancien tournoi de football disputé par les équipes du championnat d'Uruguay lors des premiers mois de l'année, en préparation d'avant-saison.
Organisée par l'Association uruguayenne de football, la compétition se tient de façon discontinue de 1934 à 1990.

## Palmarès
| Année | Vainqueur            |
| ----- | -------------------- |
| 1934  | Nacional             |
| 1935  | -                    |
| 1936  | Peñarol              |
| 1937  | -                    |
| 1938  | -                    |
| 1939  | -                    |
| 1940  | -                    |
| 1941  | Peñarol              |
| 1942  | non défini (ex æquo) |
| 1943  | Peñarol              |
| 1944  | Central              |
| 1945  | Nacional             |
| 1946  | Peñarol              |
| 1947  | Peñarol              |
| 1948  | Nacional             |
| 1949  | Peñarol              |
| 1950  | Rampla Juniors       |

| Année | Vainqueur            |
| ----- | -------------------- |
| 1951  | Peñarol              |
| 1952  | Nacional             |
| 1953  | Peñarol              |
| 1954  | -                    |
| 1955  | Rampla Juniors       |
| 1956  | Peñarol              |
| 1957  | Peñarol              |
| 1958  | Nacional             |
| 1959  | Nacional             |
| 1960  | -                    |
| 1961  | Nacional             |
| 1962  | Nacional             |
| 1963  | Nacional             |
| 1964  | -                    |
| 1965  | -                    |
| 1966  | -                    |
| 1967  | non défini (ex æquo) |

| Année | Vainqueur |
| ----- | --------- |
| 1985  | Progreso  |
| 1986  | Peñarol   |
| 1987  | Wanderers |
| 1988  | Danubio   |
| 1989  | Nacional  |
| 1990  | Wanderers |